# Капетан Мики
Капетан Мики (енгл. Captain Miki) је лик из вестерн стрипа, место дешавања Невада, околина Форт Кулвера, средина 19. века. 
Мики је млади дечак који са само 17 година постаје члан ренџерског корпуса државе Неваде. Њему су као детету умрли родитељи, те га одгајио као сироче човек по имену Клем, којег је, када је Мики већ постао Ренџер, мучки убила банда крволочних убица. Он одлучује осветити човека који му је био попут оца. Проналази банду, уништава је и враћа натраг у Форт Кулвер и добија чина капетана.
Његови нераздвојни пратиоци су Смук и Саласо. Смук је духовити пијанац са запада којем су аутори у оригиналу дали име Дупли Рум (Dopio Rhum). Већину свог времена проводи у локалном салону у форт Кулверу. Др. Саласо, такође пијанац, ленчуга, чије су методе лечења мало поуздане. Од других ликова ту је Микијева вереница, ћерка заповедника тврђаве, плавокоса Сузи, као и прелепа Елен Гордон, према којој Сузи гаји вечну љубомору. Највећи непријатељ му је човек са 1000 лица, као и бандити и индијанци Мескалероси, који углавном нападају дилижансе.